# Szent István-szobor (Szolnok)
A szolnoki Szent István-szobor a Szent István téren áll, a Vártemplom előtt. 
Alkotója Györfi Sándor Munkácsy- és Mednyánszky-díjas szobrászművész.
Szent István király egész alakos szobrát 2001. augusztus 20-án avatták fel. A szobor 2,8 méter magas, anyaga bronz. A bronzszobor egy 1,8 méteres, kősziklát mintázó dombon áll. A kőszikla dombra gránitból készült táblák vannak helyezve, melyekre a szobrász István Imre herceghez írt intelmeiből kiragadott részleteket vésett.

## Külső hivatkozások
- Szent István-szobor, Szolnok – Vendégváró.hu
- Szent István[halott link] – Köztérkép.hu